# Gehyra catenata
Gehyra catenata är en ödleart som beskrevs av  Hugh Low 1979. Gehyra catenata ingår i släktet Gehyra och familjen geckoödlor. Inga underarter finns listade i Catalogue of Life.